# Стів Ейокі
Стівен Гіроюкі «Стів» Ейокі (англ. Steven Hiroyuki «Steve» Aoki; нар. 30 листопада 1977) — американський музикант, продюсер та композитор.

## Життєпис
Стів Гіроюкі Ейокі народився в місті Маямі (Флорида), проте виріс в Каліфорнії в місті Ньюпорт-Біч. Ейокі є третьою дитиною Роккі Ейокі та Тідзуру Кобаясі. Його батько був японським олімпійським борцем, який після еміграції до США заснував американську мережу ресторанів Беніхана. У Стіва є старша сестра Кана та брат Кевін (власник ресторану суші «Дораку»). Стів також має зведеного брата та зведених сестер: брат Кайл, сестри Луна та Девон.
Ейокі навчався в Каліфорнійському університеті в Санта-Барбарі.

## Музична кар'єра

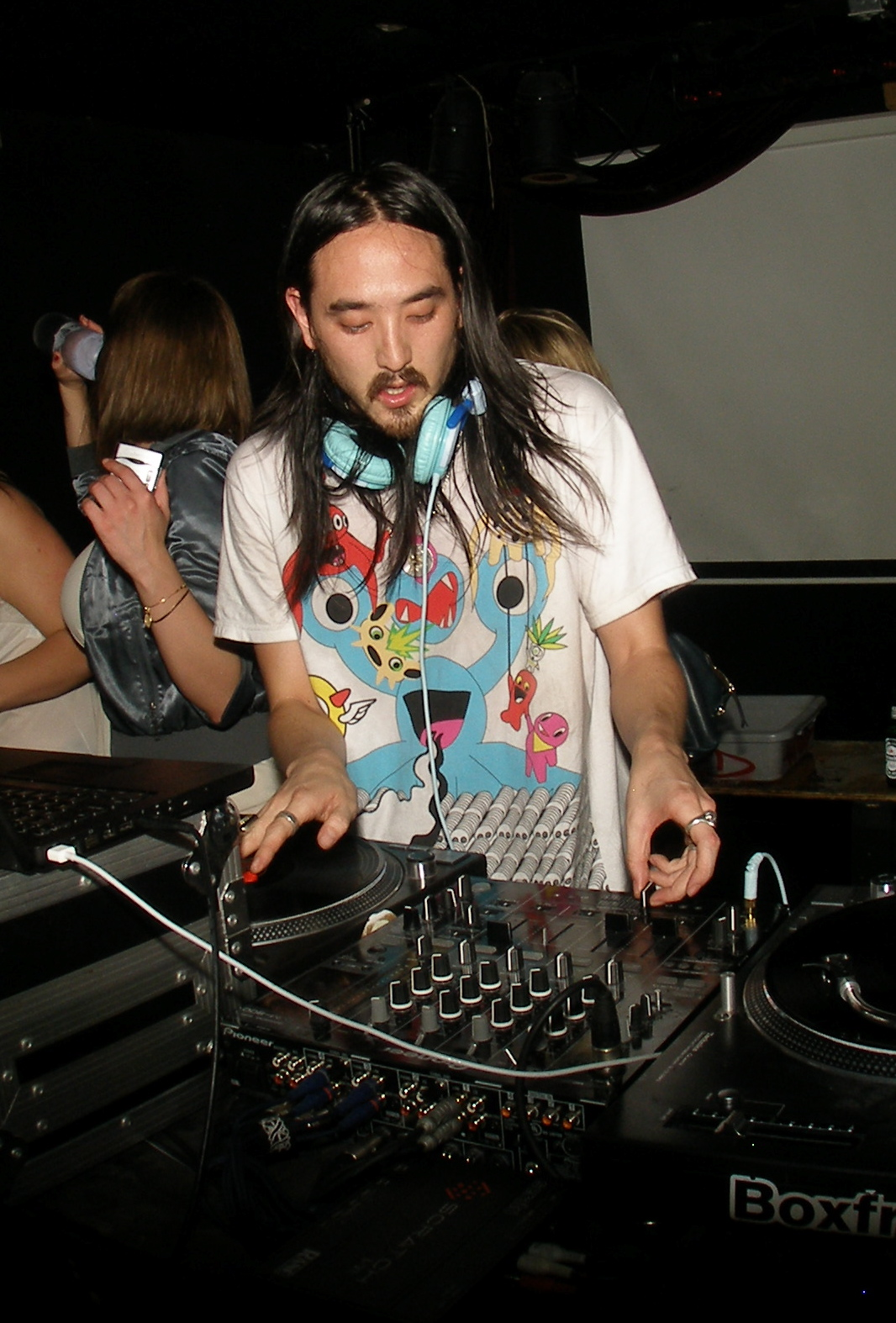
Steve Aoki в нічному клубі в Калгарі, Канада

В 1996 році, Ейокі створює власну звукозаписну компанію, яку називає «Dim Mak Records». Лейбл випустив музику інших виконавців електро-хаузу, таких як MSTRKRFT, The Bloody Beetroots, Felix Cartal і Mustard Pimp, а також Bloc Party, The Rakes, The Kills, Klaxons, Infected Mushroom, Scanners, Whitey та Mystery Jets. Ейокі об'єднався з Блейком Міллером з лос-анджелеського гурту Moving Units для запису реміксів. Дует Міллера та Ейокі працює під псевдонімом Weird Science. Ейокі також був у численних групах, включаючи This Machine Kills, які випустили альбом на Ebullition Records, Esperanza та The Fire Next Time.
У травні 2006 року Ейокі став членом правління організації заснованої басистом гурту MC5 Майклом Девісом «Music Is Revolution Foundation», некомерційної організації, яка надає підтримку музичної освіти в державних школах. Дебютний альбом DJ-міксу Аокі «Pillowface and His Airplane Chronicles» вийшов у січні 2008 року. Дебютний альбом DJ-міксу Ейокі Pillowface and His Airplane Chronicles вийшов у січні 2008 року.

## Фільмографія
| Рік  |   | Українська назва | Оригінальна назва | Роль |
| ---- | - | ---------------- | ----------------- | ---- |
| 2022 | ф | Випускний рік    | Senior Year       | -    |
| 2016 | ф | Чому він?        | Why Him?          | -    |
| 2015 | ф | На гребені хвилі | Point Break       | -    |
| 2015 | с | Робоцип          | Robot Chicken     | -    |
| 2013 | с | Стріла           | Arrow             | -    |

## Визнання та нагороди
- Кращий DJ року — Paper Magazine (2007)
- Кращий набір сезон — Ibiza Awards (2007)
- Найкраща партія Rocker DJ — BPM Magazine (2007)
- Кращий Mix Альбом року — Billboard (2008)